# Beugen

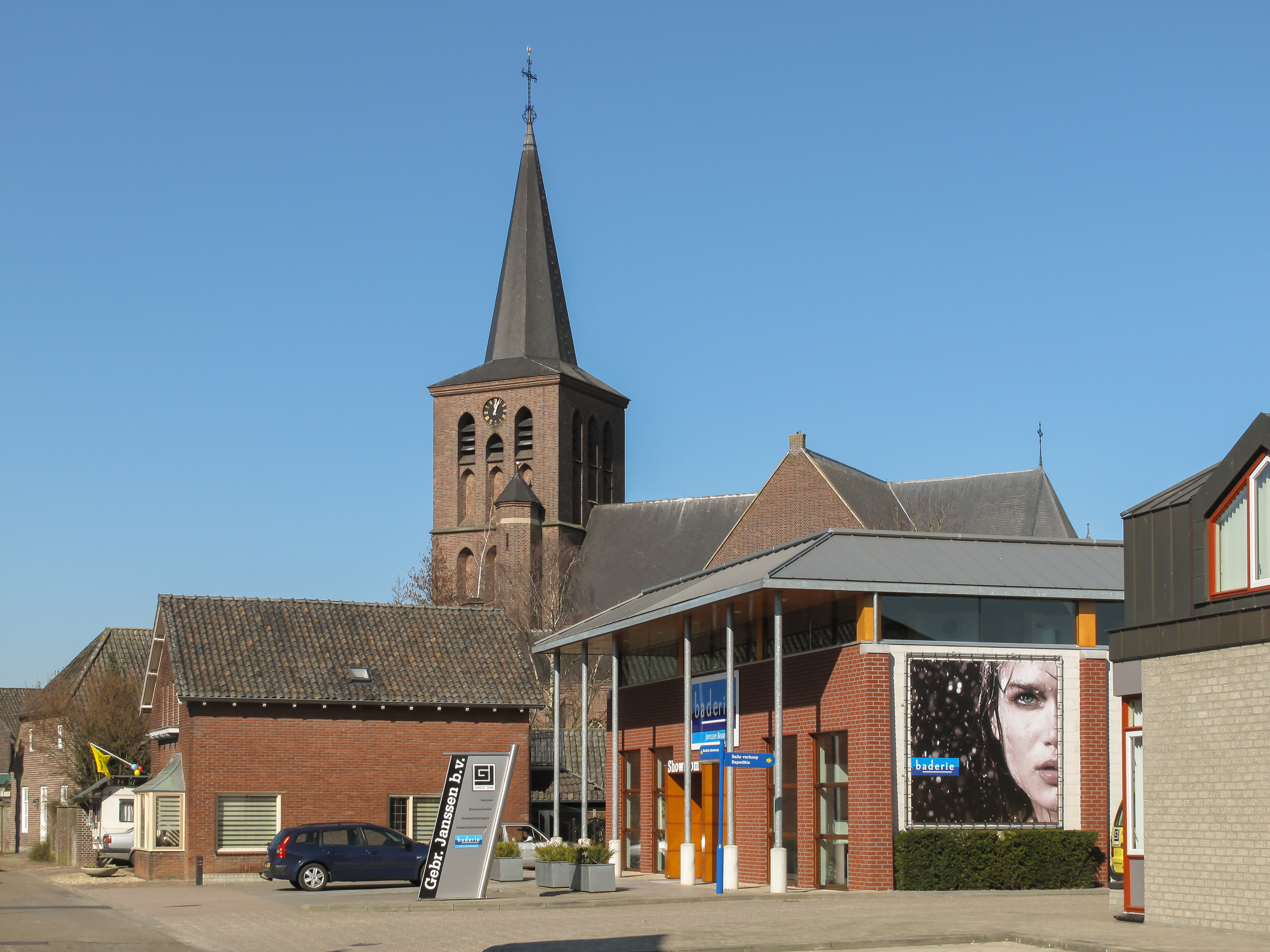
Beugen, kerk in straatzicht

Beugen is een dorp  in de gemeente Land van Cuijk, in de Nederlandse provincie Noord-Brabant. De plaats ligt hemelsbreed 20 kilometer ten zuiden van Nijmegen en 17 kilometer ten noorden van Venray. Tot 1942 maakte Beugen deel uit van de gemeente Beugen en Rijkevoort. In dat jaar werd deze gemeente gesplitst en kwam Rijkevoort bij de gemeente Wanroij, om in 1994 eveneens bij de gemeente Boxmeer te worden gevoegd.
Op 1 januari 2023 telde het dorp 1.930 inwoners, op een oppervlakte van 10,6 km².

## Toponymie
De naam Beugen is afgeleid van 'Beughem' (of 'Bougheim') wat de omschrijving is voor een nederzetting ('heim') in de 'bocht' van de Maas. De oudste schriftelijke vermelding stamt uit 1294. Toen was de spelling: Boghene. Ook de benamingen Boghen, Boeghen en Bughine kwamen in latere documenten voor.

## Geschiedenis
Rondom Beugen zijn overblijfselen van bewoning uit de prehistorie en de Romeinse tijd gevonden. De Romeinse heerweg Nijmegen-Maastricht liep tussen Beugen en de Maas, onder andere over de huidige Heerstraat. De geschreven geschiedenis ving pas in 1294 aan. In 1320 was er al sprake van een windmolen, die toen eigendom was van Otto van Cuijk. Vanaf 1340 beschikte Beugen over een eigen schepenbank.
Bestuurlijk hoorde Beugen tot 1795 bij de heerlijkheid Land van Cuijk, en was van 1810 tot 1942 hoofdkern van de gemeente Beugen en Rijkevoort. De gemeente besloeg 3471 ha en bestond uit een smalle strook die doorliep van de Maas tot bijna aan het dorp Wanroij. Het omvatte naast Beugen een aantal buurtschappen, waaronder Startwijk, Helbroek, Toven, Walsert, Papenvoort, Rijkevoort, Hoogeind en Laageind. De structuur van de secundaire wegen toont dit nog aan. Deze komen voorbij Walsert en Laageind uit op de doorgaande wegen naar Wanroij, respectievelijk Haps. De buurtschap Rijkevoort ontwikkelde zich, als ontginningsdorp, uiteindelijk eveneens tot een zelfstandig kerkdorpje. In 1785 telde Beugen en Rijkevoort ongeveer 1000 inwoners, in 1900 waren dat er 1631. In 1942 waren het er 2561.
Omstreeks 1420 werd in Beugen een eenvoudig driebeukig parochiekerkje gebouwd. De kerk werd in 1879 gerestaureerd en kreeg toen gemetselde gewelven. In 1931-1932 werd de kerk sterk vergroot door Hendrik Christiaan van de Leur. Hiertoe werd een omgang achter het apsis gemaakt en ook werd een dwarspand toegevoegd, zodat de kerk een kruiskerk werd. Dit was de Maria Ten Hemelopneming kerk. De kerk werd echter in 1944 door de bezetter opgeblazen. Het schip en de toren gingen verloren. Van 1955-1957 werd een nieuwe toren gebouwd die leek op zijn voorganger, maar forser werd, en ook de kerk werd vergroot en de zijbeuken werden breder gemaakt. Architect was wederom H.C. van de Leur. De vernieuwde kerk werd in 1955 ingezegend.
Landbouw werd vooral langs de Maas bedreven, maar naarmate de ontginningen vorderden ook meer en meer in de broekgebieden ten westen van het dorp. Een extra probleem was het voorkomen van grote ijzeroerbanken in de bodem, wat een slechte afwatering veroorzaakte. Daarom verwijderde men de oersteen, die gebruikt werd als bouwmateriaal en als ijzererts. Op basis daarvan ontstonden kleine ijzersmelterijen. Ook werd het erts tot in de 19e eeuw uitgevoerd naar ijzergieterijen, zoals die van Tegelen. In Beugen zelf waren veel smederijen, die hang-en-sluitwerk en siersmeedwerk voor muurankers en hekken produceerden.
Beugen had twee molens. De eerste was een standerdmolen uit 1660, genaamd "De Heidebloem". Die stond op de Molenheide, en werd gesloopt in 1955. De tweede is "Martinus" aan de Molenstraat, gebouwd in 1866. Die werd eveneens in 1955 buiten werking gesteld, maar bestaat nog steeds.
Van 1887 tot 1988 is er in de Hagelkruisstraat een klooster geweest, Mariahof. Het werd geleid door de Barmhartige Zusters van de H. Carolus Borromeus (afkomstig uit Trier) tot 1964 en vanaf toen door de Zusters van Julie Postel uit Boxmeer. Zij leidden er een meisjesschool en een meisjesinternaat. Vanaf 1997 is er een protestantse internationale zendingsschool gevestigd.
De jongensschool stond aan de Dorpsstraat. Deze werd gesloten in 1969 toen het gescheiden onderwijs werd afgeschaft. In 1999 verhuisde de basisschool terug naar de Dorpsstraat, hoewel het adres aan de Moerkamp ligt, in een nieuwbouw op de locatie van de oude jongensschool.
Tot halverwege de twintigste eeuw kruiste, op het grondgebied van Oeffelt, de Maaslijn het Duits Lijntje. Dit punt werd Kruispunt Beugen genoemd. Aan de Maaslijn bevond zich tussen 1883 en 1933 een stopplaats, station Beugen-Rijkevoort.
In 2008 werd begonnen met de aanleg van een groot bedrijventerrein, Sterckwijck geheten, tussen de snelweg A77 en de kom van het dorp. Dit grootschalige terrein is gerelateerd aan de plaats Boxmeer en hier is ook het Boxmeerse Maasziekenhuis en het ROC De Leigraaf geprojecteerd.

## Bezienswaardigheden

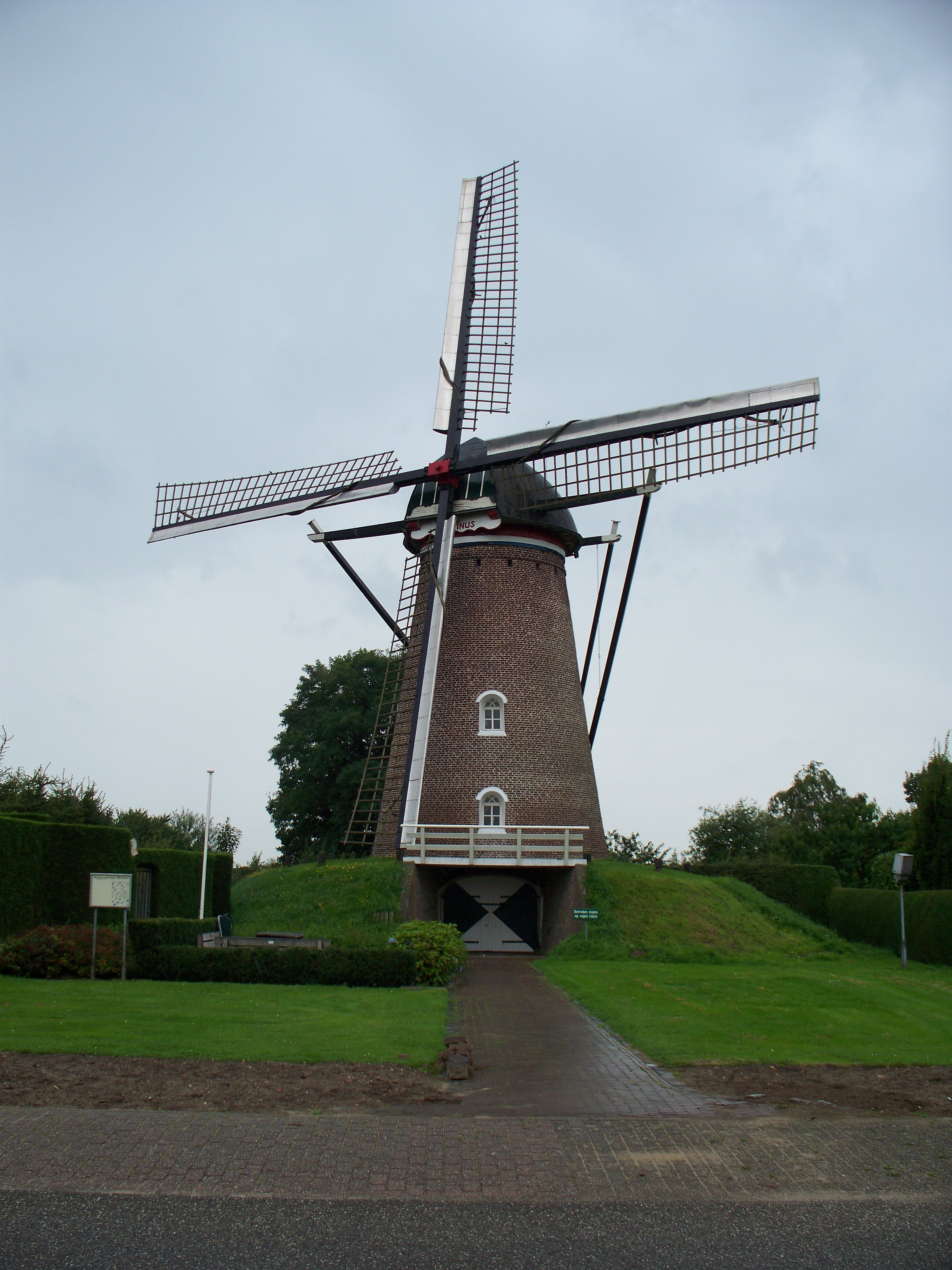
Windmolen "Martinus"

- Windmolen "Martinus", een beltmolen uit 1868.
- Maria Ten Hemelopneming kerk, uit 1955-1957 met in het koor nog enkele 16e-eeuwse muurresten. Er zijn in de kerk een 20-tal 19e-eeuwse heiligenbeelden aanwezig, waaronder dat van de Heilige Cunera, die in Beugen bijzondere verering geniet. De kerk had een orgel van Franciscus Cornelius Smits uit 1840, maar dat werd in 1944 verwoest. Sinds 1963 heeft de kerk een Verschueren-orgel.

## Natuur en landschap
Direct ten noordwesten van het dorp ligt het natuurgebied De Vilt, een oude Maasarm. De Oeffeltse Raam stroomt door dit gebied. In het oosten ligt een weidegebied: "Oeffeltse Weiden" en "Boxmeerse Weiden", grenzend aan de Maas. Voorts is er een afwisselend landbouwgebied. Ten zuiden van Beugen rukt de bebouwing van Boxmeer op.

## Verenigingsleven
| Sport  | Faciliteit       | Vereniging |
| ------ | ---------------- | ---------- |
| Tennis | 4 kunstgrasbanen | TV De Geer |

- Gilde St. Antonius-, St. Sebastianus- en H. Sacramentsgilde
- Hengelsportvereniging HSV De Maas Beugen (opgericht in 1933)
- Tennisvereniging TV De Geer
- Voetbalclub VIOS '38 (Vooruitgang Is Ons Streven, opgericht in 1938 als Tubantia, in 1947 hernoemd tot Prinses Maria, later hernoemd tot VIOS)
- Volleybalclub Vocala (in 2019 ontstaan uit VC Achilles uit Beugen, Luctor uit Rijkevoort en Argos uit Oeffelt)
- Vrouwenvereniging Actieve Vrouwen Beugen

Voormalige verenigingen
- Muziekvereniging Were Di (in januari 2022 opgeheven)

De carnavalsnaam voor Beugen is Vêrkeskopperiek. Tijdens carnavalszondag worden de Knakworstrennen verreden.

## Geboren
- Bas Mulder (1931-2020), missionaris in Suriname
- René Meulensteen (25 maart 1964), voetbaltrainer
- Melle Meulensteen (4 juli 1999), voetballer

## Nabijgelegen kernen
Boxmeer, Oeffelt, Rijkevoort, Haps